# Condado de Nobles
O Condado de Nobles é um dos 87 condados do estado americano do Minnesota. A sede do condado é Worthington, e sua maior cidade é Worthington.
O condado possui uma área de 1 871 km² (dos quais 18 km² estão cobertos por água), uma população de 20 832 habitantes, e uma densidade populacional de 11 hab/km² (segundo o censo nacional de 2000). O condado foi fundado em 1857.